# 相生市立双葉小学校
相生市立双葉小学校（あいおいしりつ ふたばしょうがっこう）は、兵庫県相生市向陽台にある公立小学校。2024年（令和6年）4月25日現在の児童数は525名となっている。

## 沿革
公式サイト「沿革」による。
- 1951年（昭和26年）4月1日 - 相生市立相生小学校・相生市立那波小学校より校区を分離して開校。
- 1980年（昭和55年）4月1日 - 校区の一部を相生市立中央小学校として分離。
- 1990年（平成2年）1月8日 - 現在地へ校舎移転。
- 1993年（平成5年）5月6日 - 文部省指定「道徳教育推進校」となる（翌年度まで）。
- 1996年（平成8年）11月7日 - 「才能開発実践教育賞」受賞。
- 2003年（平成15年）4月1日 - 新学習システム重点推進校となる。
- 2009年（平成21年）4月1日 - 兵庫型教科担任制実践推進校となる。
- 2014年（平成26年）4月1日 - 中・西播磨地区小学校社会科教育研究指定（翌年度まで）
- 2016年（平成28年）4月1日 - 西播磨同和教育協議会・相生市教育委員会指定「双葉中学校区人権教育実践」推進校（翌年度まで）。相生市指定「交通安全推進」モデル校。
- 2017年（平成29年）4月1日 - 兵庫県教育委員会指定「読書活動推進校」（翌年度まで）。
- 2023年（令和5年）4月1日 - 学校安全（防災）総合支援事業「防災教育授業」実践校。

## 通学区域
現行では、相生市のうち汐見台、池の内、双葉1-3丁目、赤坂1-2丁目、向陽台、古池本町、古池1-2丁目、那波野1-3丁目、那波野。全域で相生市立双葉中学校の通学区域となる。

### アクセス
JR相生駅から南東へ徒歩約20分。

## 著名な出身者
- 谷口芳紀 - 相生市長。

## 通学区域が隣接している学校
- 相生市立中央小学校
- 相生市立相生小学校
- たつの市立河内小学校
- たつの市立神部小学校
- たつの市立揖西西小学校